# Alianza Musulmana por la Diversidad Sexual y de Género
La Alianza Musulmana para la Diversidad Sexual y de Género (MASGD), fundada en 2013, es una organización estadounidense de apoyo y defensa para los musulmanes LGBTIQ.

## Historia
La Alianza Musulmana para la Diversidad Sexual y de Género se lanzó en enero de 2013 en Atlanta. La organización fue formada por miembros del Queer Muslim Working Group, con el apoyo del National Gay and Lesbian Task Force. Varios miembros iniciales de MASGD habían estado involucrados anteriormente con la Fundación Al-Fatiha, incluidos Faisal Alam, Urooj Arshad, Tynan Power y el imán Daayiee Abdullah. Los cofundadores incluyen a Raquel Saraswati, Yas Ahmed, Imi Rashid y Sahar Shafqat.
En 2016, la revista The Advocate nombró a cuatro miembros del comité directivo de MASGD en su lista de "21 musulmanes LGBT que están cambiando el mundo".

## Objetivo
La declaración de misión de MASGD establece: "La Alianza Musulmana para la Diversidad Sexual y de Género trabaja para apoyar, empoderar y conectar a los musulmanes LGBTQ. Buscamos desafiar las causas fundamentales de la opresión, incluidas la misoginia y la xenofobia. Nuestro objetivo es aumentar la aceptación de las cuestiones de género y  diversidad dentro de las comunidades musulmanas, y promover una comprensión progresiva del Islam que se centre en la inclusión, la justicia y la igualdad."

## Retiro
El primer proyecto de MASGD fue un retiro musulmán LGBT.  El primer Retiro se llevó a cabo en 2011, bajo los auspicios del Queer Muslim Working Group. Desde entonces, el Retiro se ha celebrado cada mes de mayo. En 2013, el Retiro recibió a un total de 85 adultos, incluidos musulmanes LGBTQ y sus parejas.